# Фрідріх I (курфюрст Бранденбургу)
Фрідріх I (*Friedrich I von Brandenburg, 21 вересня 1371 — 20 вересня 1440) — бургграф Нюрнбергу у 1398—1427 роках (як Фрідріх VI), курфюрст Бранденбургу у 1415—1440 роках.

## Життєпис

### Бургграф
Походив з роду Гогенцоллернів. Другий син Фрідріха V, бургграфа Нюрнберзького, та Єлизавети (доньки Фрідріха II Веттіна, маркграфа Майсенського). народився у 1371 році в Нюрнберзі. Замолоду перейшов на службу до Альбрехта III, герцога Австрії. У 1395 році після смерті останнього став служити Сигізмунду Люксембургу, королю Угорщини.
У 1396 році брав участь у хрестовому поході проти Османської імперії. Того ж року Фрідріх бився при Нікополі, де хрестоносці зазнали нищівної поразки. Втім Фрідріх зумів врятуватися.
У 1398 році після смерті батька разом з братом Йоганом III стає новим бургграфом Нюрнбергу. Інші володіння було розділено, Фрідріх отримав князівство Ансбах (в подальшому отримало статус маркграфства).
Брав участь у боротьбі за імператорський трон серед представників династії Люксембург — Венцеславом I, Сигізмундом I та Рупрехтом Пфальцьким. У 1399 році рішуче підтримав останнього (Рупрехт був чоловіком сестри Фрідріха VI). У 1400 році підтримував Рупрехта Пфальцького в обранні королем римлян.
У 1405 році вступив у конфлікт з вільним імперським містом Ротенбург. У 1407 році на чолі війська у 7 тис. лицарів намагався захопити Ротенбург, але зазнав невдачі. Зрештою у 1408 році за посередництва короля Рупрехта було укладено мирний договір між Нюрнбергом і Ротенбургом. Разом з тим бурграфи Фрідріх VI та Йоган III зазнали величезних збитків, ставши фактично банкрутами.
З огляду на скрутний фінансовий стан Фрідріх VI у 1409 році перейшов на службу Сигізмунда Люксембурга (за щорічну платню у 4 тис. флоринів). У 1410 році вирішив підтримувати останнього у боротьбі за імператорську корону. Того ж року брав участь у виборах у виборах у Франкфурті-на-Майні, де голоси розділилися між Сигізмундом та його братом Йостом.

### Намісник Бранденбургу
У 1411 році він сприяв обранню в імператори Сигізмунда Люксембурга. Останній нагородив його тим, що передав йому управління Бранденбурзькою маркою з посадою вищого капітана (військова посада) та адміністратора (цивільна посада) маркграфства. У жалуваній грамоті імператора сказано, що останній дає Фрідріху Нюрнберзькому повну владу робити все, що мав би право робити сам імператор, або інший істинний маркграф бранденбурзький, лише без права бути виборцем. Посаду правителя Фрідріх отримував в спадкову власність. Крім того, імператор зобов'язувався заплатити йому 1000 тис. флоринів. Це зобов'язання мало той сенс, що у Фрідріха не можна було відняти маркграфства інакше, як сплативши йому обіцяну суму.
Фрідріха зустріли в Бранденбурзі з великою неприязню. Присягати йому не бажали лицарі, повставали міста. На чолі незадоволених став Дітріх Квітцов. Усередині країни панувало повне безправ'я: сусіди безкарно розкрадали землі маркграфства. Проте Фрідріх знайшов союзників в особі Гюнтера, архієпископа Магдебурзького і Рудольфа, герцога герцога Саксонського. Дружина Фрідріха допомогла йому дістати війська з Франконії. В 1414 році Фрідріх VI зумів придушити заколоти, змусивши супротивників втекти з Бранденбургу.

### Курфюрст
У 1415 року в нагороду за послуги, надані Фрідріхом VI на Констанцському соборі, імператор Сигізмунд I дарував йому титул курфюрста Бранденбурзького, із застереженням, що може забрати у нього маркграфство, сплативши 400 000 гульденів. Це було зроблено за згодою курфюрстів, князів, графів і шляхти Священної Римської імперії. Того ж року став членом елітного Товариства папуг, створеного для протистояння Людвігу VII, герцога Баварії-Інгольштадта. 21 жовтня на ландтагу в Берліні прийняв присягу станів Бранденбургу. 1417 році отримав посаду маркграфа Бранденбурга, що повністю передавало Фрідріху владу в Бранденбурзі. У 1420 року його володіння зазнали руйнувань від військ Баварсько-Інгольштадтського герцогства.
У 1421 році Фрідріх I прибув до Кракова, де уклав союзний договір з Владиславом II, королем Польщі. Водночас намагався домогтися передачі Бранденбургу давньої території Ноймарк, що відійшла до Тевтонського ордену, який переможено польсько-литовсько-українськими військами в ході війни 1410-13 років.
Під час гуситських воєн Фрідріх I (як курфюрт) у 1421—1424 роках не підтримував політики Сигізмунда I по відношенню до гуситів з огляду на близькість Польщі, яка надавала останнім підтримку. Відносини курфюрста і імператора помітно погіршувалися. Імператор з підозрою почав ставитися до амбіцій Фрідріха I, насамперед щодо зведення сина його, Йогана в курфюрсти Саксонії. У 1424 році внаслідок фінансової скрути продав монетний двір Нюрнбергу самому місту.
У 1425 році після тривало протистояння з бранденбурзькою шляхтою Фрідріх I віддалився у замок Кадольцбург. У 1426 році передав регентство старшому синові Йогану.
Особливо сильне незадоволення накликав на себе Фрідріх I, коли не надав Сигізмунду I допомоги проти гуситів. Імператор всю невдачу війни приписував малому завзяттю курфюрста Бранденбурзького. 1427 року імператор мав намір забрати у Фрідріх I його курфюрство.
У 1433 році брав участь в укладання Празьких компактів, в силу яких Базельський Собор дозволив охочим причащання обома видами. У 1437 році, після смерті Сигізмунда Люксембурга Фрідріх I клопотав стосовно імператорської короні для одного зі своїх синів, втім марно.
Фрідріх I помер 1440 року. Його володіння було розділено між синами: Бранденбург перейшов до другого сина Фрідріха — Фрідріха II; інші сини — Йоган Алхімік і Альбрехт-Ахілл — успадковували франконські володіння.

## Родина
Дружина — Єлизавета, донька Фрідріха, герцога Баварії-Лансгута.
Діти:
- Йоган (1405—1465), маркграф Бранденбург-Кульмбах
- Фрідріх (1413—1471), курфюрст Бранденбургу у 1440—1471 роках
- Альбрехт (1414—1486), курфюрст Бранденбургу у 1471—1486 роках
- Фрідріх (1424—1463), володар Альмарку
- Єлизавета (1403—1449), дружина Людвіг фон Бріга
- Цецилія (бл. 1405—1449), дружина Вільгельма III, герцога Брауншвейг-Люнебургу
- Маргарита (1410—1465), дружина: 1) Альбрехта V, герцога Мекленбурга; 2) Людвіга VIII, герцога Баварії; 3) Мартина, графа Вальденфельса
- Магдалена (бл. 1412—1454), дружина Фрідріха, герцога Брауншвейг-Люнебурга
- Софія (1417)
- Доротея (1420—1491), дружина Генріха IV, герцога Мекленбурга